# Абу Джандал аль-Кувейти
Абу Джандал аль-Кувейти (1970-е/80-е годы — 26 декабря 2016 года; родился Абдул Мохсен аль-Загилани аль-Тареш или Абдул Мохсен аль-Дхуфайри) — ведущее должностное лицо Исламского государства, выступал в качестве важного военного командира, вербовщика и пропагандиста. Известный своими командными способностями и популярный среди своих подчиненных, Абу Джандал назывался «Львом» среди бойцов ИГ и сражался в нескольких сражениях в Сирии и Ираке. К концу 2016 года Абу Джандал стал вторым по величине командиром ИГ в Сирии и возглавил оборону своей де-факто столицы Ракки против Сирийских демократических сил (СДС). Он был убит в результате авиаудара США 26 декабря 2016 года.

## Биография

### Ранняя карьера в ИГ
Как правило, относительно мало известно об Абу Джандале. Его имя при рождении было указано либо «Абдул Мохсен аль-Загилани аль-Тареш», либо как «Абдул Мохсен аль-Дуфайри». Он родился в городе Эль-Джахра в Кувейте, вероятно, в 1970-х или 1980-х годах, и в какой-то момент находился под влиянием и радикализованным джихадистской идеологией. В результате он отправился в Сирию, где присоединился к Исламскому государству Ирака и Леванта. Со временем он начал играть важную роль в наборе новых членов для ИГ через социальные сети, появляясь в пропагандистских видео и проводя казни. Он даже был назначен на высшую должность в Совете по СМИ ИГ. Таким образом, он завоевал значительную известность и множество поклонников и последователей в своем родном городе Эль-Джахре.
Через некоторое время после вступления в ИГ он женился на сирийской джихадистке Рахафе Зине, хотя в других сообщениях говорилось, что его жена была ираккой. В конце концов у пары был сын, Джандал, после чего он взял свою куню Абу Джандал аль-Кувейти («Отец Джандала», кувейтца) в качестве nom de guerre. Он также поднялся в званиях военного командира, став популярным среди подчиненных бойцов ИГ из-за его скромности. К июлю 2014 года Абу Джандал служил высшим командиром армии Исламского государства в Хасаке численностью 6000 человек, лично возглавляя батальон. Со временем он стал «устранителем неполадок» для ИГ, и батальон под его командованием впоследствии стал известен как «Батальон быстрого реагирования». В августе 2014 года Абу Джандал помог жестоко подавить племенное восстание Аль-Шаитат, и примерно в сентябре того же года он сражался в Дейр-эз-Зоре.

### Высшее командование
В период с 2015 по 2016 год Абу Джандал руководил различными военными операциями как в Ираке, так и в Сирии и присоединился к Военному комитету ИГ. В этом качестве он участвовал в планировании и эксплуатации заминированных автомобилей, самодельных взрывных устройств и химического оружия против СДС, и стал тесно связан с Абу Бакром аль-Багдади, а также с планировщиками террористических атак ИГ.
К декабрю 2016 года Абу Джандал занял второе место командира ИГ в Сирии и принял участие в наступлении, чтобы отвоить Пальмиру и ее окрестности от сирийского правительства. После успеха этой атаки 11 декабря он был перераспределен в Ракку и назначен главным командиром по обороне фактической столицы Исламского государства перед лицом наступления на Ракку под руководством СДС. Его самой важной задачей была защита маршрутов снабжения ИГ к северным линиям фронта и Эль-Бабу на западе. Абу Джандал, следовательно, принял решающее участие в битве за стратегически значимую деревню Джабар. Войска ИГ, которые, вероятно, находились под его командованием, достигли незначительного успеха во время этой битвы, когда они окружили и уничтожили отряд СДС в деревне 21 декабря, вынудив интернационального добровольца СДС Райана Лока покончить с собой, чтобы не быть захваченным. Тем не менее, Джабар, наконец, попал в СДС 26 декабря, после чего Абу Джандал лично организовал и возглавил крупномасштабную контратаку. В ходе этого нападения американский авиаудар поразил его конвой возле деревни, убив его и его телохранителей; контратака впоследствии не удалась. Абу Джандалу было за тридцать, когда он умер.

## Наследие
По данным CJTF-OIR, смерть Абу Джандала была тяжелым ударом по ИГ, унижая «способность ИГИЛ защищать Ракку и начать внешние операции против Запада». ИГ подтвердило его смерть 27 декабря и восхваляло его в видео под названием «Разгром врагов: что касается результатов армии Исламского государства против отступников РПК на окраине Вилаята [Ракка]».
После его смерти его вдова Рахаф Зина, как сообщается, вышла замуж за Хусейна Аль-Дуфайри, который, возможно, является братом Абу Джандала и еще одним лидером ИГ. 25 марта 2017 года Хусейн Аль-Дхуфайри и Рахаф Зина были арестованы силами безопасности в Маниле, Филиппины. Вскоре после этого кувейтские сотрудники службы безопасности совершили два рейда в Кувейте, арестовав трех дополнительных членов семьи Абу Джандала и семь других подозреваемых. Кувейтские чиновники заявили, что нашли оборудование для изготовления бомб во время рейдов.